# Куик, Лиза
Ли́за Куи́к (англ. Lisa Quick; род. 1975) — английская снукеристка и пулистка.

## Карьера
Родилась 24 апреля 1975 года.
Лиза Куик в 2001 году стала чемпионкой мира по снукеру, обыграв в финале Лайнетт Хорсбург со счётом 4:2. Позже (в 2002 и 2003 годах) она занимала на этом же турнире 2 место. За свою единственную победу на мировом первенстве Куик получила 5000 фунтов стерлингов. В то же время Лиза Куик начала карьеру пулистки, и достигла в этой игре таких же больших успехов: в 1999 и 2001 году она побеждала на чемпионате мира по «восьмёрке».
К 2001 году высший снукерный брейк Лизы на официальных турнирах составлял 92 очка.